# Creont (rei de Corint)
Segons la mitologia grega, Creont (en grec antic: Κρέων), fill de Licet, va ser un rei de Corint.
Alcmeó li va confiar un fill i una filla que havia tingut amb Manto perquè els eduqués. Però Creont intervé sobretot en la llegenda de Jàson i Medea, quan foren expulsats de Iolcos i s'havien refugiat a la seva cort a Corint, on van viure uns quants anys en harmonia. Creont va tenir la idea de casar la seva filla Creüsa amb Jàson, qui ho va acceptar i va repudiar Medea. Medea es va voler venjar i va preparar un vestit que va regalar a la seva rival com a present de noces. Creüsa el va acceptar i quan es va posar el vestit va veure's envoltada d'un foc misteriós que la devorava. El seu pare, Creont, va voler ajudar-la i restà envoltat igualment pel foc. Altres versions diuen que Medea va calar foc al palau, matant així pare i filla.